# رودریگو جولیانو لوپز دی آلمیدا
رودریگو جولیانو لوپز دی آلمیدا (به پرتغالی: Rodrigo Juliano Lopes de Almeida) هافبک اهل برزیل است که در شهر سانتوس و در تاریخ ۷ اوت ۱۹۷۶ به دنیا آمده‌است.
رودریگو جولیانو لوپز دی آلمیدا در تیم‌های فوتبال Guarani سابقهٔ حضور دارد.